# El árbol de Gabriel (telenovela)
El árbol de Gabriel (En inglés: The Gabriel Tree), es una telenovela venezolana producida y transmitida por la cadena Venevisión en el año 2011-2012 y distribuida por Venevisión International. Original del escritor Alberto Barrera Tyszka, producida por Consuelo Delgado y dirigida por Luis Alberto Lamata.
Está protagonizada por Jorge Reyes y Daniela Bascopé, y con las participaciones antagónicas de Roxana Díaz, Cristóbal Lander, Myriam Abreu y Rhandy Piñango.
Las grabaciones comenzaron el 6 de julio del 2011, y fue estrenada el 8 de septiembre de 2011 a las 9pm. Desde el 28 de febrero de 2012 cambio de horario para las 10pm. Finalizó el 15 de mayo de 2012.

## Sinopsis
Gabriel León (Jorge Reyes) es un famoso animador de TV, dueño de su propia empresa productora y esposo de una de las mujeres más bellas del país, la modelo Angie Sorelli (Myriam Abreu). Sin embargo, toda su felicidad se ve ensombrecida al enterarse de que padece insuficiencia renal; al no tener hijos ni hermanos, su única opción es someterse a diálisis. No obstante, Gabriel encuentra otra solución gracias a un secreto de su pasado: en su juventud, vendió muestras de semen a una clínica de fertilidad para solventar sus problemas económicos. 
Ahora, veinte años después, y con la ayuda de su amigo y socio Epi Morales (Roque Valero), Gabriel busca a las cuatro mujeres que fueron inseminadas con su esperma para saber cuál de sus hijos sería un donante compatible para un trasplante de riñón. Durante ese proceso, conocerá a Brenda Sánchez (Mariely Ortega), la hermana de una de las mujeres inseminadas, que cuida a su sobrino de dos años después de la muerte de su hermana durante el parto.
Gabriel también conocerá a Valentina Pacheco (Nohely Arteaga), una exitosa publicista y la primera mujer en ser fecundada con su semen. Valentina alquiló su vientre a una pareja sin hijos para poder pagar sus estudios; en la actualidad, Valentina aspira a recuperar a Julieta Fernández, la hija que dio a luz (Laura Chimaras) y que es estudiante de Periodismo y una gran admiradora de Gabriel. 
La tercera mujer vinculada a Gabriel es Nayarí Rosales (Elaiza Gil), quien es madre de Deibis (José Ramón Barreto) el segundo hijo de Gabriel. En su juventud, Nayarí trabajaba como enfermera en una de las clínicas de inseminación artificial a las que Gabriel vendió su esperma, pero le diagnosticaron cáncer de útero. Para no perder la oportunidad de ser madre y, aprovechando el descuento que tenía por ser trabajadora del hospital, decidió someterse a una inseminación artificial. 
A falta de una figura paterna, Nayarí le ha explicado a Deibis que su padre era un militar que murió en combate. A sus diecisiete años, Deibis, guiado por el ejemplo de "El Capitán" (apodo que Nayarí puso al supuesto padre de su hijo), es el mejor estudiante de su generación y sueña con ser cantante profesional. Nayarí está sumamente orgullosa de su hijo y cree tener una vida perfecta con su trabajo y su esposo, Toño Gualtero (Alfonso Medina), quien quiere a Deibis como un hijo. Sin embargo, la felicidad de Nayarí se tambaleará cuando Gabriel intente acercarse a Deibis para contarle la verdad.
Magdalena Miranda (Daniela Bascopé) es la tercera mujer en ser inseminada con el esperma de Gabriel; a diferencia de las otras tres, ella no lo sabe, ya que su esposo, Agustín Camejo (Cristóbal Lander), le mintió diciendo que el semen era de él. 
Magdalena, quien es muy feliz con su familia y su trabajo como fotógrafa profesional, verá su felicidad truncada cuando se entere de que su hijo Rodrigo "Roro" (Sebastián Quevedo), de cuatro años de edad, no es hijo de su esposo sino de un desconocido. Por si fuera poco, también descubrirá que su mejor amiga, Sofía Alvarado (Roxana Díaz), quien fue la doctora encargada de las inseminaciones, es amante de Agustín. 
Magdalena y Gabriel se conocen, pero él no se atreve a confesarle que es el verdadero padre de su hijo. Los dos se enamorarán perdidamente, pero tendrán que enfrentarse a numerosos obstáculos: la maldad de Angie, las intrigas de Agustín y Sofía y, sobre todo, al periodista Ricardo Arismendi (Rhandy Piñango), quien odia a Gabriel y no descansará hasta destruirlo.

## Elenco
- Jorge Reyes - Gabriel León Ruíz
- Daniela Bascopé - Magdalena Miranda de Camejo
- Nohely Arteaga - Valentina Pacheco
- Aroldo Betancourt - Efraín Fernández
- Roxana Díaz - Sofía Alvarado
- Cristóbal Lander - Agustín Camejo
- Roque Valero - Epicúreo "Epi" Morales / Carmen García
- Elaiza Gil - Nayarí Rosales
- Alfonso Medina - Antonio "Toño" Gualtero
- Myriam Abreu - Angie Sorelli de León
- Laura Chimaras - Julieta Fernández Iturria
- Lourdes Valera  - Bárbara Miranda
- Beatriz Vázquez - Ana Belén Iturria de Fernández
- Eulalia Siso - Amelia Ruíz de León
- Paula Woyzechowsky - Gloria Falcón
- Rhandy Piñango - Ricardo Arismendi
- Erika Santiago - Marilyn González
- Mariely Ortega - Brenda Sánchez
- José Ramón Barreto - Deibis Rosales
- Sindy Lazo - Patricia Picón
- José Manuel Suárez - Maikel Blanco
- Vanessa Di Quattro - Dilenis Barreto
- Greisy Mena - Zuleika
- Gabriel López - Saúl Navas "Seis Nueve"
- Sebastián Quevedo - Rodrigo Camejo Miranda
- Diego Villarroel - William Guillermo Sánchez

## Actuaciones especiales
- Edgard Serrano - Dr Martínez
- Franci Otazo - Fanny
- Jenny Valdés - Irma
- Romelia Agüero - Lucrecia
- Kristel Krause - Secretaria de Valentina
- Alejandro Corona - Miguel Calixto Jamer
- Hernán Iturbe Decan - Joaquín
- Irene Delgado - Melanie
- Héctor Manrique - Merlín
- Virginia Lancaster - Virginia
- José Vieira - El animador de la fiesta de carnaval del barrio
- Luis Pérez Pons - Comisario
- Damián Genovese - Antoine
- Yugüi López - Pokemón
- Carlos Cruz - Maximiliano Reyes[8]
- William Goite - Franco Brunatto
- Vanessa Suárez - Marcela Brunatto
- Diosa Canales - Ella misma[9]
- Francisco Medina - Felipe
- Marina Bravo - Lilibeth
- Vladimiro Rivas - ''él mismo''
- Elio Pietrini -  Padre Ignacio
- Eva Blanco - Evelyn
- Levy Rossell - Don Nerio
- María Antonieta Duque - Amiga de Angie

| Predecesor: La viuda joven | Telenovela Estelar de Venevisión 9pm/10pm 8 de septiembre de 2011 - 15 de mayo de 2012 | Sucesor: Mi ex me tiene ganas |